# Nicolas Marin
Nicolas Marin (Marsiglia, 29 agosto 1980) è un ex calciatore francese, di ruolo centrocampista.

## Palmarès

### Club

#### Competizioni nazionali
- Coppa Svizzera: 1

Sion: 2010-2011